# کودک خیابانی

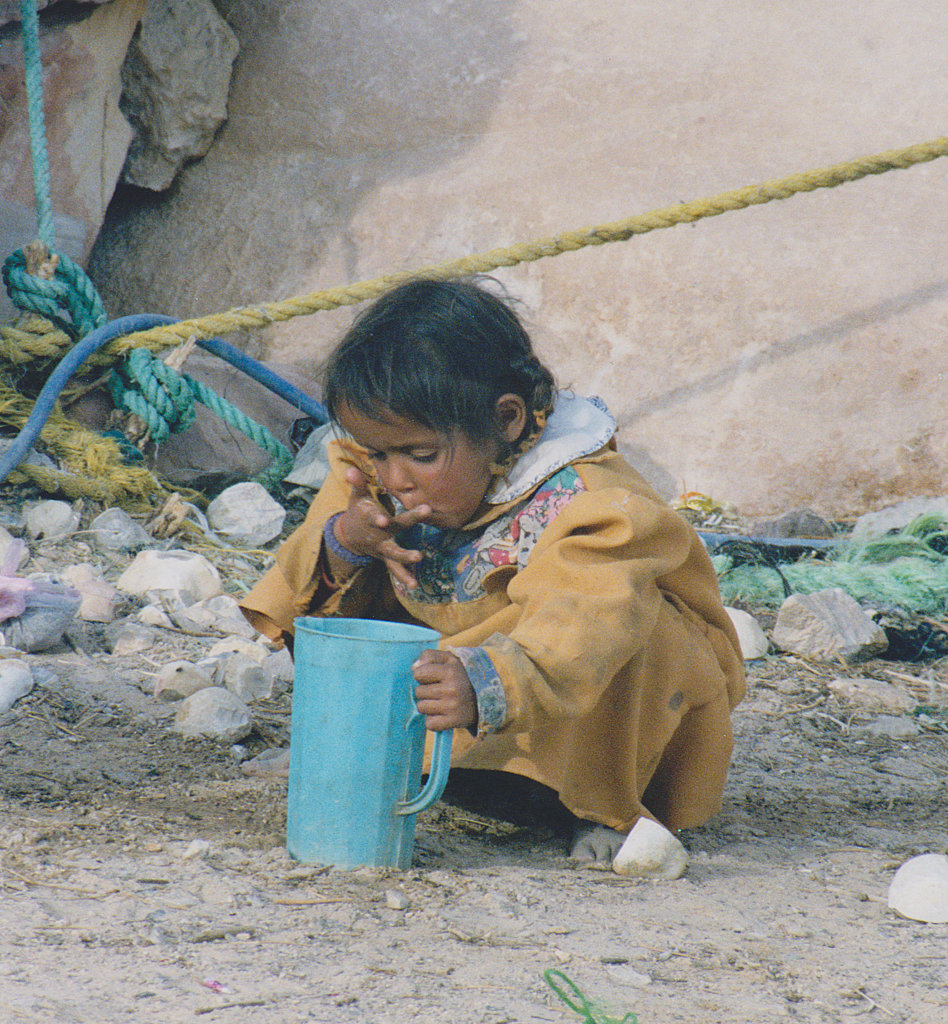
کودکی خیابان در یکی از محلّه های فقیرنشین قاهره که از آب ناسالم می نوشد.

کودک خیابانی کودک بی خانمانی است که دوره‌ای از زندگی خود را در خیابان سپری می‌کند. کودک خیابانی یک ناهنجاری اجتماعی است.

## کودک خیابانی بر اساس پیمان نامه حقوق کودک
کودک خیابانی بر اساس ماده یک پیمان نامه حقوق کودک، به افرادی اطلاق می‌شود که زیر ۱۸ سال می‌باشند، در خیابان زندگی و کار می‌کنند. خانواده ندارند یا امکان دسترسی به خانواده برخی از آنها وجود ندارد و بازگشت آنها نیز به خانواده امکان دارد و خانواده نیز منتظر بازگشت آنها است و همینطور کودکانی که خانواده منتظر آنان نمی‌باشد.

## عوامل مؤثر در بروز کودکان خیابانی
عواملی مانند ناکامی خانوادگی، جنگ، فقر، حوادث و سوانح طبیعی یا انسانی، سوء استفاده توسط بزرگسالان، مهاجرت و خشونت از مهمترین عوامل کشانده شدن کودکان به خیابان‌ها هستند.

## پراکندگی
کودکان خیابانی را می‌توان در بیشتر شهرهای بزرگ جهان که در حال توسعه هستند یا در کشورهای ناپایدار از لحاظ اقتصادی مانند هند، چین، روسیه و کشورهای آفریقایی یافت.

## تحقیقات در مورد کودکان خیابانی در ایران
تحقیقی تحت عنوان بررسی عوامل مؤثر در بروز پدیده کودکان خیابانی شهر مشهد انجام گرفت. نتایج تحقیق مبین آن است که ۶۶ درصد از کودکان خیابانی مورد بررسی با خانواده‌های خود در ارتباط اند و برای کسب و کار و درآمد، امرار معاش از منزل بیرون آمده و سر به خیابان می‌گذارند. تعداد ۳۰ درصد از آنها سابقه محکومیت دارند. ۴۱ درصد از آنها بی سواد یا سطح تحصیلات پایین داشته و ۸۵ درصد شان ملیت ایرانی داشته‌اند. ۵۶ درصد آنای به علت ناسازگاری با والدین مخصوصاً بد رفتاری پدر اقدام به ترک خانه کرده‌اند. در مورد انحراف جنسی، ۴۴ درصد آنها دارای اختلالات جنسی و ۲۲ درصد آنها مورد اغفال گزارش کرده‌اند. ۸۰ درصد کودکان کم سن و سال هستند که کمتر از ۱۰۰ تومان در روز درآمد دارند.
طبق آخرین آماری که مقامات ایران در تاریخ ۲۲ خرداد ۱۳۹۸ دادند، تنها در تهران ۱۴ هزار زباله‌گرد وجود دارد که یک سوم آنها یعنی ۴ هزار و ۷۰۰ نفر کودک هستند.